# Белс, Альберт
А́льберт Бе́лс (латыш. Alberts Bels, настоящее имя Я́нис Ци́рулис (латыш. Jānis Cīrulis)); 6 октября 1938 — 11 июня 2024) — латвийский писатель, сценарист и общественный деятель.

## Биография
Альберт Белс родился 6 октября 1938 года в Ропажской волости Рижского уезда в семье крестьянина.
Окончил Ропажскую начальную школу, учился в Рижском коммунально-строительном техникуме (1953—1955), Государственном училище циркового и эстрадного искусства в Москве (1955—1956), служил в Вооруженных силах СССР (1957—1958), в 1960 году экстерном окончил 23-ю Рижскую среднюю школу рабочей молодёжи. Осенью того же года безуспешно пытался поступить во ВГИК. Работал на ряде предприятий (1959—1964). С 1964 года профессиональный литератор, член Союза писателей с 1966 года, литературный консультант в период с 1974 по 1977 год. Учился на Высших сценарных курсах (1968—1969), член КПСС (1976—1989).
Первая публикация — рассказ «Ночной этюд», опубликованный в девятом номере журнала «Padomju Latvijas Sieviete» за 1963 год. Автор десяти романов и сотни рассказов, некоторые из которых были переведены более чем на двадцать языков.
В 1974 году на Рижской киностудии режиссёр Ольгерт Дункерс снял по роману «Голос зовущего» историко-революционный фильм «Нападение на тайную полицию», Альберт Белс написал адаптированный сценарий этой ленты. В 1983 году по роману Альберта Белса «Корни» режиссёр Рихард Пикс снял драму «Выстрел в лесу».
В начале 1990-х годов был депутатом Верховного Совета Латвийской Республики от Народного фронта, членом депутатской комиссии по вопросам науки и культуры.
Награждён Орденом Трёх звёзд 3-й степени и памятным знаком участника баррикад 1991 года.
Умер 11 июня 2024 года в возрасте 85 лет.

### Проза
- Būris. Rīga: Liesma (Клетка, 1972)
- Saucēja balss. Rīga: Liesma (Голос зовущего,1973)
- Izmeklētājs. Rīga: Liesma (Следователь, 1976)
- Poligons. Rīga: Liesma (Полигон, 1977)
- Saknes. Rīga: Liesma (Корни, 1982)
- Slēptuve. Rīga: Liesma (Укрытие, 1986)
- Bezmiegs. Rīga: Liesma (Бессонница, 1987)
- Sitiens ar teļādu. Rīga: Liesma (Удар с телячьей кожей, 1987)
- Cilvēki laivās. Rīga: Liesma (Люди в лодках, 1987)
- Saulē mērktie. Rīga: Preses nams (Солнечная цель, 1995)
- Melnā zīme. Rīga: Preses nams (Чёрный знак, 1996)
- Cilvēki laivās. Rīga: Zvaigzne ABC (Люди в лодках, 1996)
- Latviešu labirints. Rīga: Daugava (Латышский лабиринт, 1998)
- Būris. Rīga: Zvaigzne ABC (Клетка, 2000)
- Uguns atspīdumi uz olu čaumalām. Rīga: Daugava (Блики огня на яичной скорлупе, 2000)
- Cilvēki laivās. Rīga: Zvaigzne ABC (Люди в лодках, 2002)
- Bezmiegs. Rīga: Jumava (Бессонница, 2003)
- Saucēja balss. Rīga: Jumava (Голос зовущего, 2004)
- Vientulība masu sarīkojumos. Rīga: Jumava (Одиночество массовых мероприятий, 2005)

### Сборники рассказов
- Spēles ar nažiem. Rīga: Liesma (Игра с ножами, 1966)
- «Es pats» līdzenumā. Rīga: Liesma (Я сам, 1968)
- Sainis. Rīga: Liesma (Пакет, 1980)

### Избранное
- Robeža. Mineapole: Tilts (Предел, 1969)
- Izmeklētājs. Būris. Rīga: Liesma (Следователь, Клетка, 1977)
- Cilvēki laivās. Rīga: Liesma (Люди в лодках, 1987)
- Cilvēki pilsētās. Rīga: Liesma (Люди в городе, 1988)
- Cilvēki pārvērtībās. Rīga: Liesma (Люди в преобразовании, 1989)